# Dub libanonský
Dub libanonský (Quercus libani) je opadavý strom dorůstající výšky 10 metrů a pocházející z hor jihozápadní Asie. Listy jsou zubaté, podobné listům kaštanovníku. Je pěstován jako okrasná dřevina i v Česku.

## Charakteristika
Dub libanonský je opadavý strom dorůstající výšky 7 až 10 metrů, někdy může mít i podobu statného keře. Borka je hrubá, šedá s oranžově tónovanými puklinami. Letorosty jsou hnědavé, slabě hranaté, v mládí krátce chlupaté, záhy olysávají. Listy jsou kopinaté, 5 až 10 cm dlouhé, na okraji osinkatě zubaté, poněkud podobné listům kaštanovníku setého, avšak menší. Řapík je 10 až 18 mm dlouhý. Čepel listů je na líci tmavě zelená a lysá, na rubu na žilnatině chlupatá až po celé ploše plstnatá. Žilnatina je složena z 9 až 12 párů žilek. Listy se na podzim zbarvují do žlutých a červených odstínů. Žaludy vyrůstají samostatně nebo po dvou, jsou asi 2,5 cm dlouhé, na asi 15 mm dlouhých stopkách, z 1/2 až 2/3 uzavřené v číšce s dlouhými šupinami. Dozrávají druhým rokem.

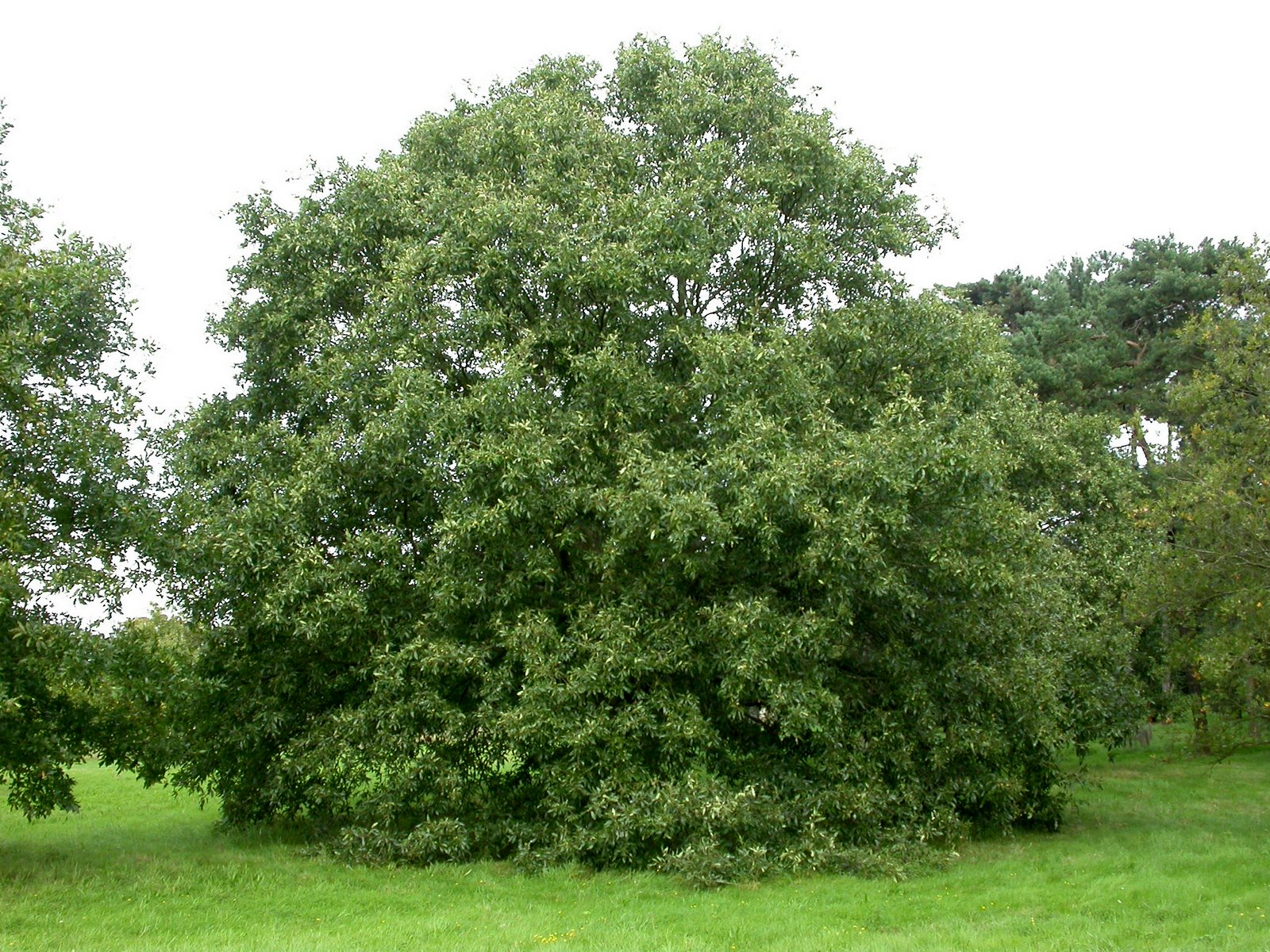
Dub libanonský - celkový pohled
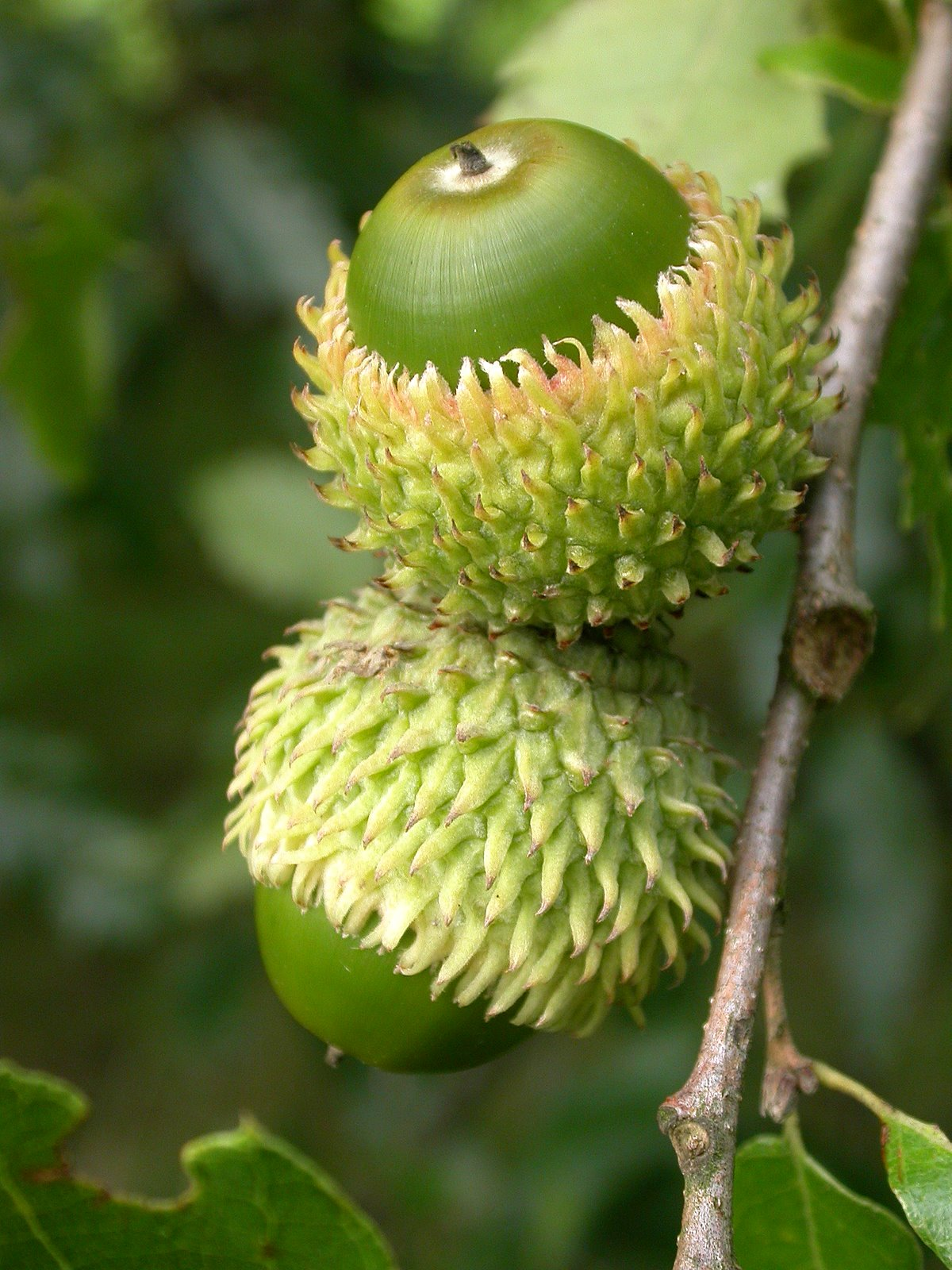
Dozrávající žaludy dubu libanonského
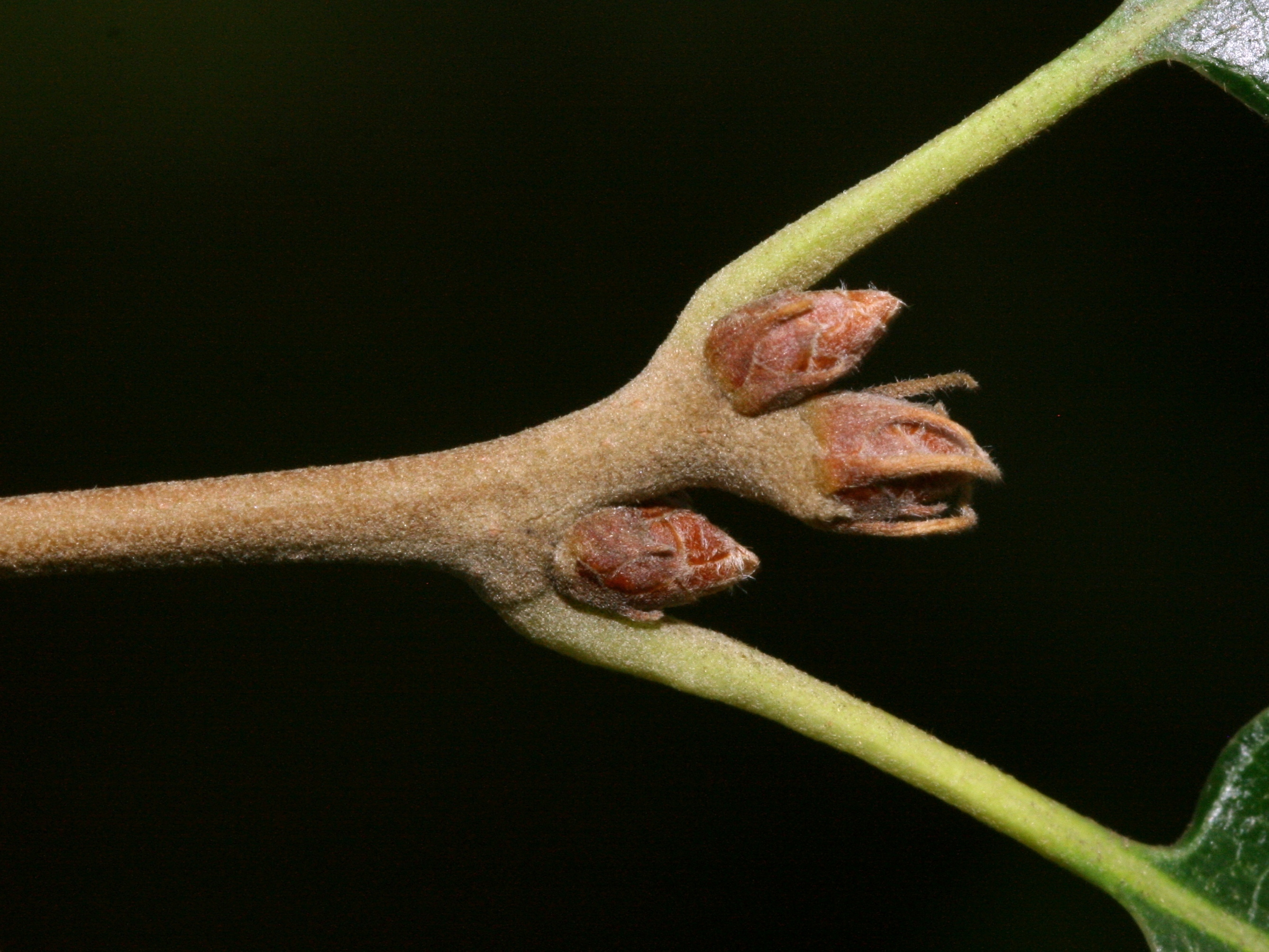
Detail větévky dubu libanonského

## Rozšíření
Dub libanonský je přirozeně rozšířen v horských lesích Malé Asie, Sýrie, Iráku a Íránu.

## Význam
Dub libanonský je zajímavá a pohledná dřevina, která byla introdukována do Evropy již v roce 1856. Roste pomalu a dožívá se více než 100 let. V Česku je pěstován především v parcích a arboretech. Je uváděn z Dendrologické zahrady v Průhonicích, Průhonického parku a Arboreta Semetín, z Botanické zahrady UK Na Slupi a Arboreta Kostelec nad Černými lesy, plodící exemplář je možno vidět i v Botanické zahradě a arboretu MENDELU v Brně.